# Ludwig Zehnder
Ludwig Louis Albert Zehnder (4. května 1854 Illnau-Effretikon – 24. března 1949 Oberhofen am Thunersee) byl švýcarský fyzik, vynálezce interferometru (Machův-Zehnderův interferometr) a univerzitní profesor.
Zehnder byl studentem Wilhelma Röntgena, profesora fyziky na univerzitách ve Freiburgu a Basileji. Produkoval první snímky lidské kostry díky rentgenovým paprskům pronikajícím skrz lidské tělo.